# 9 Newcastle Road
9 Newcastle Road is het ouderlijk huis van John Lennon in de wijk Wavertree in Liverpool.
Lennon woonde tijdens zijn jeugd in dit huis aan 9 Newcastle Road. Hierover vertelde hij later "It's just a number that follows me around." Het huis is niet ver verwijderd van Penny Lane, waar Lennon en McCartney een gelijknamig lied over schreven.
Lennon was de enige zoon van Alfred Lennon en Julia Stanley. Zij trouwden in 1938 en hij groeide op zonder zijn vader veel te zien die diende als soldaat in de Tweede Wereldoorlog. Zijn ouders raakten verwijderd van elkaar en toen zijn moeder een nieuwe vriend kreeg, stond zij haar zoon ter adoptie af aan haar zus en zwager. Bij hen woonde hij vanaf juli 1946 in de woning op 251 Menlove Avenue.
Het huis is grotendeels in de originele staat gebleven en werd in 2013 verkocht via een veiling. Het huis werd gekocht door een Amerikaanse fan die er rond driemaal de marktprijs voor betaalde.
Anders dan het huis aan de 251 Menlove Avenue, is dit huis niet voor publiek toegankelijk.